# Calírroe (filha de Aqueloo)
Na mitologia grega, Calírroe (/kəˈlɪroʊiː/; também Callirhoe) era filha do deus do rio Aqueloo. Ela foi noiva de Alcmeão, de Argos, e teve dois filhos, Anfótero e Acarnan. 
Por causa da paixão sem sentido de Calírroe pelo manto e Colar de Harmonia, Alcmeão tentando pegá-los foi morto. Ela então pediu a Zeus que seus filhos pequenos Anfótero e Acarnan pudessem crescer imediatamente para vingar o assassinato de seu pai pelas mãos dos filhos do rei Fegeu.